# Мітрідат I Каллінік
Мітрідат I Каллінік (помер 70 до н. е.) — цар Коммагени у 109 до н. е.—70 до н. е. з династії Єрвандідів. 
Був сином і наступником царя Сама II Коммагенського від його дружини Піфадоріди. Був одружений з Лаодикою Теєю, дочкою селевкідського басилевса Антіоха VIII. У подружжя народився син — майбутній цар Антіох I Теос.
За часів правління Мітрідата I починається еллінізація Коммагени. Він перший з місцевих правителів збудував собі палац у грецькому стилі.
Близько 90 до н.е. Мітрідат зміг відбити парфянську навалу. Скоріш за все з цією перемогою пов'язана його епіклеса — Каллінік. Також царя вшановували як героя. Але на відміну від його сина, він не був обожнений під час життя. Судячи з його монет, Мітрідат вважав своїми покровителями синкретичних богів Зевса-Ормазда та Аполлона-Геліоса-Гермеса. У Коммагені існувало свято дня народження Мітрідата I та його сина Антіоха I, котре святкували шістнадцятого дня кожного місяця.